# James Fitzmaurice-Kelly
James Fitzmaurice-Kelly (født 20. juni 1858, død 30. november 1923 i London) var en engelsk litteraturhistoriker.